# Michael Horn-von Hoegen
Michael Horn-von Hoegen (* 23. September 1959 in Bad Harzburg) ist ein deutscher Physiker.

## Leben
Horn-von Hoegen studierte an der Universität Hannover und wurde 1988 mit einer Dissertation über „Homoepitaxie von Si(111)“ promoviert. Nach einem anderthalbjährigen Aufenthalt mit einem IBM PostDoc Fellowship am Thomas J. Watson Research Center in Yorktown Heights, New York kehrte er 1990 als Akademischer Rat an die Universität Hannover zurück. 1994 habilitierte er sich dort mit seiner Arbeit Der Einfluß von Adsorbaten auf die Epitaxie. 1999 wurde Horn-von Hoegen C4-Professor für Experimentalphysik an der Gesamthochschule Essen, ab 2003 Universität Duisburg-Essen.
Er ist Mitglied von CENIDE.
Horn-von Hoegen war Koordinator und Sprecher des von 2002 bis 2013 der Deutschen Forschungsgemeinschaft geförderten Sonderforschungsbereiches 616 „Energiedissipation an Oberflächen“ mit über 40 Physikern und Chemikern.
Horn-von Hoegen ist seit 2006 Vertrauensdozent der DFG an der Universität Duisburg-Essen und seit 2016 Prodekan der Fakultät.

## Forschungsinteressen
Horn-von Hoegen forscht auf dem Gebiet der experimentellen Oberflächenphysik und Halbleiterepitaxie. Zu den von ihm verwendeten Methoden gehören die hochauflösende Elektronenbeugung, darunter die spot profile analysis der Beugung niederenergetischer Elektronen (SPA-LEED), die niederenergetische Elektronenmikroskopie (LEEM), die Beugung hochenergetischer Elektronen bei Reflexion und die ultraschnelle Photoemissionselektronenmikroskopie (PEEM). Besonders bekannt ist Horn-von Hoegen für seine grundlegenden Arbeiten über surfactant (Tensid)-modifizierte Halbleiterheteroepitaxie mittels Reflexprofilanalyse bei der Beugung langsamer Elektronen und für seine Untersuchungen ultraschneller struktureller Prozesse an Oberflächen mit Hilfe der zeitaufgelösten Reflektionsbeugung schneller Elektronen.

## Auszeichnungen
1993 erhielt Horn-von Hoegen den Heinz-Maier-Leibnitz-Preis des Bundesministers für Bildung und Wissenschaft für das Gebiet „Chemie und Physik dünner Schichten und Schichtsysteme“, 2004 den iCORE Visiting Professor Award der University of Alberta, Edmonton in Kanada.

## Publikationen (Auswahl)
Horn-von Hoegen ist Autor oder Koautor von mehr als 200 Publikationen in wissenschaftlichen Zeitschriften mit zusammen mehr als 10.000 Zitierungen. Laut Google Scholar hat er einen Hirsch-Index von 50 (Stand Juli 2025).
- Growth of semiconductor layers studied by Spot profile analysis low energy electron diffraction of semiconductor growth. Part I In: Zeitschrift für Kristallographie. Band 214, 1999, S. 591–629, doi:10.1524/zkri.1999.214.10.591 und Part II S. 684–721 doi:10.1524/zkri.1999.214.11.684
- mit B. Krenzer, A. Janzen, P. Zhou, D. von der Linde: Thermal Boundary Conductance in Heterostructures Studied by Ultrafast Electron Diffraction. In: New Journal of Physics. Band 8, 2006, S. 190, doi:10.1088/1367-2630/8/9/190
- mit S. Wall, B. Krenzer, S. Wippermann, S. Sanna, F. Klasing, A. Hanisch-Blicharski, M. Kammler, W. G. Schmidt: An Atomistic Picture of Charge Density Wave Formation at Surfaces. In: Physical Review Letters. Band 109, 2012, 186101, doi:10.1103/PhysRevLett.109.186101
- mit T. Frigge, B. Hafke, T. Witte, B. Krenzer, C. Streubühr, A. Samad Syed, V. Mikšić Trontl, I. Avigo, P. Zhou, M. Ligges, D. von der Linde, U. Bovensiepen, S. Wippermann, A. Lücke, S. Sanna, U. Gerstmann, W. G. Schmidt: Optically excited structural transition in atomic wires on surfaces at the quantum limit. In: Nature. Band 544, 2017, S. 207, doi:10.1038/nature21432
- Ultrafast Switching in an Atomic Wire System at Surfaces: a Time-Resolved Reflection High-Energy Electron Diffraction Study. In: MRS Bulletin. Band 43, 2018, S. 512–519, doi:10.1557/mrs.2018.150
- mit K. M. Omambac, H. Hattab, C. Brand, G. Jnawali, A.T. N'Diaye, J. Coraux, R. van Gastel, B. Poelsema, T. Michely, F.-J. Meyer zu Heringdorf: Temperature-Controlled Rotational Epitaxy of Graphene. In: Nano Letters. Band 19, 2019, S. 4594, doi:10.1021/acs.nanolett.9b01565
- mit K. M. Omambac, M. Petrović, P. Bampoulis, C. Brand, M. A. Kriegel, P. Dreher, D. Janoschka, U. Hagemann, N. Hartmann, P. Valerius, T. Michely, F.-J. Meyer zu Heringdorf: Segregation-enhanced epitaxy of borophene on Ir(111) by thermal decomposition of borazine. In: ACS Nano. Band 15, 2021, S. 7421, doi:10.1021/acsnano.1c00819
- mit K. M. Omambac, M. Kriegel, M. Petrovic, B. Finke, C. Brand, F. J. Meyer zu Heringdorf: Interplay of Kinetic Limitations and Disintegration: Selective Growth of Hexagonal Boron Nitride and Borophene Monolayers on Metal Substrates In: ACS Nano. Band 17, 2023, S. 17946, doi:10.1021/acsnano.3c04038
- Structural Dynamics at Surfaces by Ultrafast Reflection High-Energy Electron Diffraction. In: Struc. Dyn. Band 11, 2024, 021301, doi:10.1063/4.0000234